# Premier League Snooker 2008
De Premier League Snooker 2008 vond plaats tussen 11 september en 7 december 2008 op 10 donderdagen en één finaleweekend.

## Groepsfase
(Breaks boven 50 tussen haakjes); breaks vanaf 100 worden vet gemarkeerd.
11 september - Grimsby Auditorium
- Mark Selby 4-2 Ding Junhui → 51-64, 15-105 (100), (86)-0, (80)-0, (73)-0, (104)-0
- Ronnie O'Sullivan 3-3 John Higgins → (62) 63-70, 1-91 (83), (72) 98-0, (85)-0, 67-42, 0-(74)

18 september - The Anvil, Basingstoke
- John Higgins 3-3 Ding Junhui → 43-64, 47-68, 46-82 (76), (57) 59-15, (50) 68-58 (50), (78)-4
- Ronnie O'Sullivan 2-4 Joe Perry → 44-59, 6-105 (50,55), 0-(103), 63-47, (58) 90-0, 31-57

25 September - The Assembly Rooms, Derby
- Joe Perry 4-2 Steve Davis → 45-77, (80) 85-8, (67) 75-27, (55) 61-0 , 63-45, 30-94 (65)
- Mark Selby 5-1 Stephen Hendry → 82-4, 77-9, 76-66, (50) 79-8, 1-75 (52), 67-64

9 oktober - Malvern Theatre, Great Malvern, Worcestershire
- Ronnie O'Sullivan 6-0 Ding Junhui → 63-56, (134) 134-0, (65) 66-1, (53) 70-31, (71)-30, (126)-0
- Mark Selby 6-0 Steve Davis → 68-36, (95)-3, 66-43, (80) 113-7, 73-49, (101)-0

23 oktober - Plymouth Pavilions
- Ronnie O'Sullivan 6-0 Steve Davis → 103-7, (60) 97-25, (52) 71-38, (62) 113-0, 63-22, 93-0
- Stephen Hendry 1-5 Joe Perry → 31-(75), 12-62, 72-9, 1-(108), 53-71(65), 10-75(66)

30 oktober - EIS (English Institute of Sport), Sheffield
- Stephen Hendry 4-2 John Higgins → (76)-7, (65) 72-40, 24-61 (56), 65-12, 68-61 (56), 25-60 (52)
- Ronnie O'Sullivan 3-3 Mark Selby → (75) 121-10, 60-56, 41-64, (64) 71-28, 5-98, 19-94 (94)

6 november - The Newport Centre
- Joe Perry 2-4 Ding Junhui → (50)-85 (70), 4-97, 0-82, (85)-5, 0-80, (90)-0
- Steve Davis 1-5 Stephen Hendry → 37-54, 0-84 (78), 75-54, 48-75, 32-78 (72), 37-86 (86)

13 november - Dolphin Leisure Centre, Haywards Heath, West Sussex
- Ding Junhui 4-2 Steve Davis → (139)-0, (72) 103-32, (78) 104-0, (56) 92-4, 1-74 (70), 18-69
- Mark Selby 4-2 John Higgins → (102)-0, 37-82, (55) 72-46, (93) 94-32, 28-62 (60), (113) 126-0

20 november - The Sands Centre, Carlisle
- John Higgins 2-4 Joe Perry → 0-(72), 10-75, 36-81, 1-68, (120)-0, (76)-21
- Ronnie O'Sullivan 3-3 Stephen Hendry → 53-60, 1-109 (108), (67) 77-17, 37-73 (72), (68) 94-36, 66-42

27 november - The Glades Arena, Kidderminster
- Mark Selby 3-3 Joe Perry → (63) 91-3, 59-49, 80-22, 6-(115), 2-57, 22-66 (51)
- Stephen Hendry 3-3 Ding Junhui → 36-(85), (88)-1, 0-(113), (50) 69-12, 8-72, 69-13
- John Higgins 3-3 Steve Davis → 18-68, 8-57, 66-8, (73)-16, (69) 70-29, 37-67

## Resultaten
De beste vier spelers gaan door naar de finales.
Tiebreak regels

Bij een gelijk aantal punten worden de volgende regels van kracht om de uiteindelijke positie te bepalen.
1. Meeste frames gewonnen;
2. Minste frames verloren;
3. Onderling resultaat, indien dat 3-3 was: de eerste speler die op 3 kwam.

| Ranking |                   | SEL | PER | SUL | HEN | DIN | HIG | DAV | Frame W-L | Match W-D-L | Pld-Pts |
| ------- | ----------------- | --- | --- | --- | --- | --- | --- | --- | --------- | ----------- | ------- |
| 1       | Mark Selby        | x   | 3   | 3   | 5   | 4   | 4   | 6   | 25-11     | 4-2-0       | 6-10    |
| 2       | Joe Perry         | 3   | x   | 4   | 5   | 2   | 4   | 4   | 22-14     | 4-1-1       | 6-9     |
| 3       | Ronnie O'Sullivan | 3   | 2   | x   | 3   | 6   | 3   | 6   | 23-13     | 2-3-1       | 6-7     |
| 4       | Stephen Hendry    | 1   | 1   | 3   | x   | 3   | 4   | 5   | 17-19     | 2-2-2       | 6-6     |
| 5       | Ding Junhui       | 2   | 4   | 0   | 3   | x   | 3   | 4   | 16-20     | 2-2-2       | 6-6     |
| 6       | John Higgins      | 2   | 2   | 3   | 2   | 3   | x   | 3   | 15-21     | 0-3-3       | 6-3     |
| 7       | Steve Davis       | 0   | 2   | 0   | 1   | 2   | 3   | x   | 8-28      | 0-1-5       | 6-1     |

## Finales
6-7 december - Potters Leisure Resort in Hopton-on-Sea, Norfolk
|  | halve finale | halve finale |  |            | finale | finale |
|  |              |              |  |            |        |        |
|  | 6-12         |              |  |            |        |        |
|  | Selby        | 5            |  |            |        |        |
|  | Hendry       | 0            |  |            | 7-12   | 7-12   |
|  |              |              |  |            | Selby  | 2      |
|  | 6-12         | 6-12         |  | O'Sullivan | 7      |        |
|  | Perry        | 4            |  |            |        |        |
|  | O'Sullivan   | 5            |  |            |        |        |

Mark Selby 5-0 Stephen Hendry → 83-34, (110)-4, (128) 133-0, (115)-4, (77)-0
Ronnie O'Sullivan 5-4 Joe Perry → 68-55, 0-93 (85), (79) 93-20, 8-76 (72), 93-24, 0-(95), (52) 69-6, 4-(100), (104)-4
Ronnie O'Sullivan 7-2 Mark Selby → (93) 121-11, (62) 82-8, 74-18, (84)-14, (62) 83-48, 58-61, (105)-13, 0-(84), (74)-20

## 100+ Breaks
Voor elke gemaakte 'centurybreak' krijgt de speler £ 1,000.
- 139, 113, 100 - Ding Junhui
- 134, 126, 105, 104 - Ronnie O'Sullivan
- 128, 120, 115, 110, 104, 102, 101 - Mark Selby
- 120 - John Higgins
- 115, 103, 101, 100 - Joe Perry
- 108 - Stephen Hendry